# Loreto Gallego García
Loreto Gallego García (Los Cojos, Requena (Valencia) 1877-30 de junio de 1941) fue un soldado español; uno de los integrantes de la guarnición que soportó el Sitio de Baler durante la Revolución filipina, el asedio a que fueron sometidos durante 337 días por la insurgencia filipina entre 1898 y 1899.

## Juventud
Gallego era campesino y como muchos otros trabajadores del campo, fue llamado a filas por el Ejército español para sofocar las rebeliones en Cuba y Filipinas.
Tras la paz de Biak-na-Bato, aparentemente sofocada la Revolución filipina, el Gobierno español decidió sustituir la guarnición de 400 hombres destinada en Baler por un pequeño destacamento de 50 hombres, entre los que se encontraba Loreto Gallego, que tenía veinte años de edad.

## El sitio de Baler
Gallego embarcó en Manila rumbo a Baler a principios de 1898, donde llega en febrero, junto al comandante del destacamento, el teniente Juan Alonso Zayas, el teniente Saturnino Martín Cerezo y el recién nombrado gobernador civil y militar del distrito el Príncipe, el capitán de infantería Enrique de las Morenas y Fossi.
A pesar de que entre Baler y Manila apenas había 100 kilómetros, las comunicaciones por tierra eran prácticamente inexistentes, siendo el barco el medio habitual para la recepción de mercancías y noticias.
Tras un breve periodo de tranquilidad, el 30 de junio de 1898, durante una patrulla rutinaria al mando de Cerezo, se produce una emboscada de los insurgentes filipinos, comandados por Teodorico Novicio Luna, dando comienzo el sitio.
Los españoles, se refugian en la iglesia del pueblo por ser el edificio más sólido y defendible en caso de prolongarse la situación, que, finalmente, duró 337 días. El 18 de octubre, Alonso muere de beriberi, tomando el mando del destacamento Martín Cerezo hasta el final del sitio, en junio de 1899.
Durante el asedio, Gallego descubrió las intenciones de deserción de varios miembros del destacamento e informó a su superior, lo que impidió la huida de estos.

## Regreso a España
El 28 de julio de 1899, Gallego embarcó junto con el resto de los supervivientes en el puerto de Manila, llegando a Barcelona el 1 de septiembre.
Gallego volvió a su pueblo natal (Los Cojos) y posteriormente se casó el 30 de diciembre de 1900 con Clementa Rodríguez Robledo, natural de Los Isidros.
El 11 de julio de 1905, en una reunión en Capitanía General de Valencia con el rey Alfonso XIII, le entregó una solicitud reclamando la plaza de conserje del Ayuntamiento de Requena, cargo que ocupó hasta su jubilación.
Falleció en Requena el 30 de junio de 1941.
Fue enterrado en el cementerio de Requena en la Sección 6, Fila 3, número 16.
Además de las condecoraciones recibidas, a Loreto Gallego le fue dedicada una calle en Requena.